# 요시다 마키토
요시다 마키토(일본어: 吉田 眞紀人, 1992년 10월 20일 ~ )는 일본의 축구 선수이다.

## 구단 경력
그는 2011년부터 2022년까지 J리그의 나고야 그램퍼스, 마쓰모토 야마가 FC, 미토 홀리호크, 제프 유나이티드 지바, FC 마치다 젤비아, 에히메 FC에서 활동하였다.